# Ибарра, Педро
Педро Ибарра (исп. Pedro Ibarra, 11 сентября 1985, Виктория, Аргентина) — аргентинский хоккеист (хоккей на траве), защитник. Чемпион летних Олимпийских игр 2016 года, участник летних Олимпийских игр 2012 года, бронзовый призёр чемпионата мира 2014 года, чемпион Америки 2017 года, трёхкратный чемпион Панамериканских игр 2011, 2015 и 2019 годов, серебряный призёр Панамериканских игр 2007 года.

## Биография
Педро Ибарра родился 11 сентября 1985 года в аргентинском городе Виктория в провинции Буэнос-Айрес.
Играл в хоккей на траве за «Сан-Фернандо».
С 2004 года выступает за сборную Аргентины, провёл 288 матчей.
В 2005 году стал победителем Вызова чемпионов.
В 2012 году вошёл в состав сборной Аргентины по хоккею на траве на летних Олимпийских играх в Лондоне, занявшей 10-е место. Играл на позиции защитника, провёл 6 матчей, забил 2 мяча (по одному в ворота сборных Великобритании и Новой Зеландии).
В 2014 году завоевал бронзовую медаль чемпионата мира в Гааге.
В 2016 году вошёл в состав сборной Аргентины по хоккею на траве на летних Олимпийских играх в Рио-де-Жанейро и завоевал золотую медаль. Играл на позиции защитника, провёл 8 матчей, забил 2 мяча (по одному в ворота сборных Германии и Бельгии).
В 2007 году завоевал серебряную медаль хоккейного турнира Панамериканских игр в Рио-де-Жанейро, после этого трижды выигрывал золото — в 2011 году в Гвадалахаре, в 2015 году в Торонто, в 2019 году в Лиме.
В 2017 году завоевал золотую медаль чемпионата Америки.

## Семья
Младший брат Педро Ибарры Исидоро Ибарра (род. 1992) также играет за сборную Аргентины по хоккею на траве, в 2016 году стал олимпийским чемпионом.